# Stor-Hundsjön (Brunflo socken, Jämtland, 699480-145998)
Stor-Hundsjön är en sjö i Östersunds kommun i Jämtland och ingår i Ljungans huvudavrinningsområde.